# Volkswagen Space Up!
O Space Up! é um protótipo de modelo compacto urbano apresentado pela Volkswagen na edição de 2007 do Salão de Tóquio. É 23 cm mais longo e tem duas portas a mais que o outro modelo da New Small Family da VW, o Up!.